# Wahbachtal
Das Wahbachtal ist ein Naturschutzgebiet in der Stadt Bad Laasphe im Kreis Siegen-Wittgenstein (Gemarkung Bad Laasphe und Hesselbach). Das 26,8 Hektar große Areal wurde 1987 durch die Untere Landschaftsbehörde und das Forstamt des Kreises Siegen-Wittgenstein unter Naturschutz gestellt.

## Lage
Das Naturschutzgebiet folgt dem Verlauf der Wahbach. Es hat eine geringe Breite von höchsten ca. 50 m, zieht sich aber in der Länge einige hundert Meter entlang des Bachlaufes. Im oberen Bereich befindet sich die Einzelsiedlung Ditzrod.

## Ziele des Schutzgebietes
Durch das Naturschutzgebiet soll mageres und feuchtes Grünland erhalten bzw. wiederhergestellt werden. Dies beinhaltet auch „quellige Erlen-Auenwaldflächen und Buchenwaldbereiche“. Insbesondere sollen folgende Arten bzw. Lebensräume geschützt werden:
- Borstgrasweide, welche stark gefährdet ist
- Quellen und naturnahe Fließgewässer
- Magerwiesen und -weiden in Form von Berg-Glatthaferwiesen und Rotschwingelweiden
- Feuchtwiesen und Feuchtweiden in Form von Waldsimsenwiesen und Waldbinsenwiesen
- Flachmoore und Röhrichte
- Großseggenrieder
- Kleinseggensümpfe in Form von Kleinseggenriedern
- feuchte Hochstaudenfluren in Form von Mädesüßfluren
- Erlen-Auwald

## Schutzmaßnahmen
Als zusätzliche Schutzmaßnahmen sind u. a. festgelegt, dass die Grauerlenbestände entfernt und Beschränkungen bei dem Bewirtschaften der Wiesen gesetzt.